# ザ・森高
『ザ・森高』（ザ・もりたか）は、1991年7月10日に森高千里が発表したリミックス・ベストアルバム。

## 概要
- デビュー5周年を記念して製作された企画リミックス・ベストアルバムで、リミックス処理の他に本作品のため再レコーディングで歌いなおしている楽曲や新曲2曲も収録されている。「短い夏」「彼女」の2曲は本作のために書き下ろされた楽曲である。1989年にリリースされた『森高ランド』以降にリリースされた楽曲を中心に選曲されている。
- オリジナルアルバム未収録だった「臭いものにはフタをしろ!!」「勉強の歌」「八月の恋」も本作ではリミックスで収録されており、「臭いものにはフタをしろ!!」は2パターン収録されている。
- 半分以上の楽曲は斉藤英夫が作曲とサウンドプロデュースを手がけており、それらはほとんど打ち込みによるアレンジだが、一部の曲では楽器の生音を入れたバンド形態の楽曲もある。
- 恒例の初回限定盤ブックレット付（32ページカラー写真集）仕様になっている。前作までは初回盤と通常盤で採用されている写真がジャケットを含めほとんど異なっていたが、本アルバムから同一写真の割合が増えている。
- 2017年11月3日には、昨今のアナログ盤ブームの中でレコードの日に合わせて、リリースから26年目で初の2枚組重量級180g最新リマスター完全限定アナログ盤で発売された。

## 収録曲
| 全作詞: 森高千里（except #6 作詞：伊秩弘将）。 |                                                            |                                         |           |                                     |      |
| #                                              | タイトル                                                   | 作詞                                    | 作曲      | 編曲                                | 時間 |
| 1.                                             | 「短い夏」                                                 | 森高千里 （except #6 作詞： 伊秩弘将 ） | 筒美京平  | 斉藤英夫                            | 4:53 |
| 2.                                             | 「臭いものにはフタをしろ!!（もっと臭いものヴァージョン）」 | 森高千里 （except #6 作詞： 伊秩弘将 ） | 斉藤英夫  | 斉藤英夫                            | 2:55 |
| 3.                                             | 「だいて (ラスベガス・ヴァージョン) [reproduction]」       | 森高千里 （except #6 作詞： 伊秩弘将 ） | 高橋諭一  | 高橋諭一                            | 4:59 |
| 4.                                             | 「ザ・勉強の歌」                                           | 森高千里 （except #6 作詞： 伊秩弘将 ） | 斉藤英夫  | 斉藤英夫                            | 5:52 |
| 5.                                             | 「八月の恋（アルバム・ヴァージョン）」                     | 森高千里 （except #6 作詞： 伊秩弘将 ） | 筒美京平  | 斉藤英夫                            | 4:12 |
| 6.                                             | 「GET SMILE（コンサート・アレンジ・ヴァージョン）」        | 伊秩弘将                                | 島健      | 前嶋康明 コーラスアレンジ：斉藤英夫 | 5:57 |
| 7.                                             | 「ザ・のぞかないで」                                       | 森高千里 （except #6 作詞： 伊秩弘将 ） | 斉藤英夫  | 斉藤英夫                            | 6:16 |
| 8.                                             | 「雨（ロック・ヴァージョン）」                             | 森高千里 （except #6 作詞： 伊秩弘将 ） | 松浦誠二  | 斉藤英夫                            | 5:47 |
| 9.                                             | 「彼女」                                                   | 森高千里 （except #6 作詞： 伊秩弘将 ） | 斉藤英夫  | 斉藤英夫                            | 5:40 |
| 10.                                            | 「青春（ザ・森高テイク）」                                 | 森高千里 （except #6 作詞： 伊秩弘将 ） | 斉藤英夫  | 前嶋康明 コーラスアレンジ：斉藤英夫 | 4:20 |
| 11.                                            | 「ザ・ミーハー（ザ・森高ヴァージョン）」                   | 森高千里 （except #6 作詞： 伊秩弘将 ） | 斉藤英夫  | 斉藤英夫                            | 5:52 |
| 12.                                            | 「ザ・ストレス（ザ・森高ヴァージョン」                     | 森高千里 （except #6 作詞： 伊秩弘将 ） | 斉藤英夫  | 斉藤英夫                            | 7:35 |
| 13.                                            | 「臭いものにはフタをしろ!!（おじさんヴァージョン）」       | 森高千里 （except #6 作詞： 伊秩弘将 ） | 斉藤英夫  | 前嶋康明 コーラスアレンジ：斉藤英夫 | 3:59 |
| 14.                                            | 「この街（ザ・森高ヴァージョン）」                         | 森高千里 （except #6 作詞： 伊秩弘将 ） | 斉藤英夫  | 斉藤英夫                            | 2:16 |
| 合計時間:                                      | 合計時間:                                                  | 合計時間:                               | 合計時間: | 70:33                               |      |

## 楽曲解説
1. 短い夏
  - 本作のために書き下ろされた。作曲は筒美京平。
2. 臭いものにはフタをしろ!!（もっと臭いものヴァージョン）
  - オリジナルアルバム未収録だった1990年にリリースされたシングル曲、コンサートのようなアレンジになっているが、全て斉藤による打ち込み楽曲である。
3. だいて (ラスベガス・ヴァージョン) [reproduction]
  - アルバム『非実力派宣言』からシングルカットされた楽曲。本作ではシングル盤の音源をリミックスしたもので、シングル盤よりアレンジがソフトになっている。
4. ザ・勉強の歌
  - 「勉強の歌」としてシングルでリリースされた楽曲、シングル盤よりイントロが長く、またアウトロにある男の笑い声がシングル盤より低くなっている。オリジナルアルバム未収録。
5. 八月の恋（アルバム・ヴァージョン）
  - 本作から先行シングルカットされている。シングル盤より若干イントロが長い。
6. GET SMILE（コンサート・アレンジ・ヴァージョン）
  - 1988年にシングルとしてリリースされた楽曲、その名の通りコンサートを意識したアレンジになっており、全て楽器の生音になっている。シングルとアルバム『ミーハー』には島健による編曲で、1989年にリリースされたベストアルバム『森高ランド』には斉藤英夫による編曲で収録されている。
7. ザ・のぞかないで
  - 「のぞかないで」はシングル「臭いものにはフタをしろ!!」カップリング曲でオリジナルアルバム未収録。
8. 雨（ロック・ヴァージョン）
  - 1990年にリリースされたヒットシングル。その名の通りロックバラードにアレンジした音源になっている。
9. 彼女
  - 本作のために書き下ろされた。「彼女」と遠方に住むその彼女の恋人との遠距離恋愛を、第三者の視点で歌っている。
10. 青春（ザ・森高テイク）
  - 1990年にシングル「道」と両A面で収録されていた楽曲。シングル盤では打ち込みだったが、本作では全て楽器の生音になっている。
11. ザ・ミーハー（ザ・森高ヴァージョン）
  - 1988年にリリースされたシングル盤をリミックスした。当初は森高のボーカルを再レコーディングで収録予定だったが、歌いなおして出来あがった楽曲を聴いた後に改めてこの曲には当時の歌声が合っているとの事で、オリジナルシングル盤のボーカルトラックを使用して収録している。
12. ザ・ストレス（ザ・森高ヴァージョン）
  - 1989年にリリースされたシングル盤をリミックスと再レコーディングした。イントロと間奏に小芝居が挿入され、7分半弱の大作になっている。
13. 臭いものにはフタをしろ!!（おじさんヴァージョン）
  - （もっと臭いものヴァージョン）と違うのは、演奏が全て楽器の生音になっている点と、2番のBメロとサビの部分の歌詞がリピートされている点である。
14. この街（ザ・森高ヴァージョン）
  - 「勉強の歌」と両A面でシングルカットされた。本作の音源では森高自身がピアノを弾いたアコースティック風のアレンジになっている。なお、1番のみで終わるため、森高による熊本弁は無い。

## 参加ミュージシャン
| 短い夏 - Programming＆All Instruments：斉藤英夫 臭いものにはフタをしろ!!（もっと臭いものヴァージョン） - Programming,All Instruments＆Background Vocal：斉藤英夫 だいて (ラスベガス・ヴァージョン) [reproduction] - E.Guitar：是方博邦 - A.Piano：島健 - T.Sax：後藤輝夫 - Programming,A.Guitar＆Chorus：高橋諭一 ザ・勉強の歌 - Programming＆All Instruments：斉藤英夫 - Chorus：松浦誠二・高橋諭一・森高千里 八月の恋（アルバム・ヴァージョン） - Programming＆All Instruments：斉藤英夫 GET SMILE（コンサート・アレンジ・ヴァージョン） - Drums：吉原誠 - E.Bass：横山雅史 - Guitars：松尾弘良 - Keyboards：前嶋康明・河野伸 - Synthesizer Prgoramming：前嶋康明 - Chorus：前嶋康明・河野伸・横山雅史 ザ・のぞかないで - Programming＆All Instruments：斉藤英夫 | 雨（ロック・ヴァージョン） - Programming＆All Instruments：斉藤英夫 彼女 - Programming＆All Instruments：斉藤英夫 青春（ザ・森高テイク） - Drums：吉原誠 - E.Bass：横山雅史 - Guitars：松尾弘良 - Keyboards：前嶋康明・河野伸 - Chorus：吉原誠・前嶋康明・河野伸・横山雅史・松尾弘良 ザ・ミーハー（ザ・森高ヴァージョン） - Programming＆All Instruments：斉藤英夫 ザ・ストレス（ザ・森高ヴァージョン） - Programming＆All Instruments：斉藤英夫 臭いものにはフタをしろ!!（おじさんヴァージョン） - Drums：吉原誠 - E.Bass：横山雅史 - Guitars：松尾弘良 - A.Piano：前嶋康明 - Organ：河野伸 - Background Vocal：吉原誠・前嶋康明 この街（ザ・森高ヴァージョン） - Piano Solo：森高千里 - Programming＆Other Instruments：斉藤英夫 |